# Sydney Arthur Fisher
Pour l’article homonyme, voir Fisher.
Sydney Arthur Fisher (12 juin 1850-9 avril 1921) est un agriculteur et homme politique fédéral du Québec.

## Biographie
Né à Montréal, il fit ses études à l'Université McGill et au Trinity College de Cambridge.
Tentant sans succès d'être élu député du Parti libéral du Canada dans la circonscription fédérale de Brome en lors de l'élection partielle déclenchée après le décès de Edmund Leavens Chandler en 1880. Élu en 1882, il fut réélu en 1887. Défait en 1891 par le conservateur Eugène Alphonse Dyer, il revint en politique fédérale en étant réélu en 1896, lors d'une élection partielle en 1896, 1900, 1904 et en 1908. Défait en 1911, il fut à nouveau défait dans Châteauguay lors d'une élection partielle en 1913 par le Conservateur James Morris.
Durant sa carrière parlementaire, il fut ministre de l'Agriculture de 1896 à 1911.
Il y a un fonds Sydney Fisher à Bibliothèque et Archives Canada.